# Nowy Targ (gmina)
Nowy Targ est une gmina rurale du powiat de Nowy Targ, Petite-Pologne, dans le sud de la Pologne. Son siège est la ville de Nowy Targ, bien qu'elle ne fasse pas partie du territoire de la gmina.
La gmina couvre une superficie de 208,65 km2 pour une population de 22 070 habitants.

## Géographie
La gmina inclut les villages de Dębno, Długopole, Dursztyn, Gronków, Harklowa, Klikuszowa, Knurów, Krauszów, Krempachy, Lasek, Łopuszna, Ludźmierz, Morawczyna, Nowa Biała, Obidowa, Ostrowsko, Pyzówka, Rogoźnik, Szlembark, Trute et Waksmund.
La gmina borde la ville de Nowy Targ et les gminy de Bukowina Tatrzańska, Czarny Dunajec, Czorsztyn, Kamienica, Łapsze Niżne, Niedźwiedź, Ochotnica Dolna, Raba Wyżna, Rabka-Zdrój et Szaflary.